# キントラノオ目
キントラノオ目 （、Malpighiales）は、被子植物に属する目のひとつである。APG植物分類体系で採用された。伝統的分類体系でスミレ目、ミカン目など異なった目に属していた37の科で構成されている。
|  | アムボレラ目 スイレン目 アウストロバイレヤ目 センリョウ目 カネラ目 コショウ目 クスノキ目 モクレン目 ショウブ目 オモダカ目 ヤマノイモ目 タコノキ目 ユリ目 キジカクシ目 ダシポゴン科 ヤシ目 イネ目 ツユクサ目 ショウガ目 マツモ目 キンポウゲ目 アワブキ科 ヤマモガシ目 ツゲ目 ヤマグルマ目 グンネラ目 ハマビシ目 ニシキギ目 キントラノオ目 カタバミ目 マメ目 バラ目 ウリ目 ブナ目 フウロソウ目 フトモモ目 クロッソソマ目 ムクロジ目 フエルテア目 アブラナ目 アオイ目 ブドウ目 ユキノシタ目 ビワモドキ科 ベルベリドプシス目 ビャクダン目 ナデシコ目 ミズキ目 ツツジ目 ガリア目 リンドウ目 シソ目 ナス目 モチノキ目 セリ目 キク目 マツムシソウ目 |

一年草から高木まであり、また水草や多肉植物も含み、熱帯地方に多く分布するものの、スミレ科のように、かなり寒い地方や高山帯にも分布するものがある。バラ類の中で最も多くの科を含み、多様性に富む目である。

## 分類
39科に716属15935種を含む。
- クテノロフォン科 Ctenolophonaceae - 1属3種
- コカノキ科 Erythroxylaceae - 4属240種
- ヒルギ科 Rhizophoraceae - 16属149種
- アーヴィンギア科 Irvingiaceae - 3属10種
- パンダ科 Pandaceae - 3属15種
- オクナ科 Ochnaceae - 27属495種（メドゥサギネ科 Medusagynaceae・クィイナ科 Quiinaceaeを含む）
- ヤチモクコク科[4] Bonnetiaceae - 3属35種
  - ヤチモクコク[5] Ploiarium elegans Korth.（シノニム: P. alternifolium (Szyszyl.) Melch.）
- フクギ科 Clusiaceae - 14属595種
- テリハボク科 Calophyllaceae - 13属460種
- オトギリソウ科 Hypericaceae - 9属560種
- カワゴケソウ科 Podostemaceae - 48属270種
- ハネミカズラ科 Lophopyxidaceae - 1属1種 ハネミカズラ
- ツゲモドキ科 Putranjivaceae - 3属210種
- バターナット科 Caryocaraceae - 2属21種
- ケントロプラクス科 Centroplacaceae - 2属6種
- ミゾハコベ科 Elatinaceae - 2属35種
- キントラノオ科 Malpighiaceae - 68属1250種
- バラノプス科 Balanopaceae - 1属9種
- トリゴニア科 Trigoniaceae - 5属28種
- カイナンボク科 Dichapetalaceae - 3属165種
- エウフロニア科 Euphroniaceae - 1属3種（ウォキシア科より分離）
- クリソバラヌス科 Chrysobalanaceae - 17属460種
- フミリア科 Humiriaceae - 8属50種
- アカリア科 Achariaceae - 30属145種
- グーピア科 Goupiaceae - 1属2種
- スミレ科 Violaceae - 23属800種
- トケイソウ科 Passifloraceae - 27属935種（マレシェルビア科 Malesherbiaceae・トゥルネラ科 Turneraceaeを含む）
- ラキステマ科 Lacistemataceae - 2属14種
- ヤナギ科 Salicaceae - 55属1010種（旧イイギリ科の多くを含む）
- ペラ科 Peraceae - 5属135種
- ラフレシア科 Rafflesiaceae - 3属20種
- トウダイグサ科 Euphorbiaceae - 218属5375種
- コミカンソウ科 Phyllanthaceae - 59属1745種
- ピクロデンドロン科 Picrodendraceae - 24属80種
- アマ科 Linaceae - 12属300種
- イクソナンテス科 Ixonanthaceae - 5属21種